# Rail Məlikov
Rail Məlikov (ur. 18 grudnia 1985) – azerski piłkarz grający na pozycji obrońcy. Od 2020 roku występuje w Keşlə Baku. W reprezentacji Azerbejdżanu zadebiutował w 2004 roku. Do 2011 roku rozegrał w niej 40 meczów.